# August xứ Sachsen-Coburg và Gotha
August Victor Louis của Saxe-Coburg và Gotha (Tiếng Đức: August Viktor Ludwig; 13/06/1818 - 26/07/1881), là một công tử người Đức thuộc nhà Saxe-Coburg và Gotha-Koháry. Ông từng là Thiếu tướng trong Quân đội Hoàng gia Saxon và là chủ sở hữu của Lâu đài Čábráď và Štiavnica, cả hai đều thuộc Slovakia ngày nay.
August là cha của Ferdinand I, vị vua đầu tiên của Vương quốc Bulgaria, vì thế, tất cả vua của Bulgaria đều là hậu duệ của ông.

## Cuộc sống
Tên khai sinh của ông là August Viktor Ludwig, công tử xứ Sachsen-Coburg-Saalfeld, ông là con trai thứ hai của Ferdinand xứ Sachsen-Coburg và Saalfeld. Ông sinh ra ở Viên, thuộc Đế quốc Áo vào ngày 13/06/1818 và được rửa tội tại Nhà thờ St. Stephan vào ngày 16 tháng đó. Cha mẹ đỡ đầu của ông bao gồm: Augusta Reuss xứ Ebersdorf, Victoire xứ Sachsen-Coburg-Saalfeld, Công tước phu nhân xứ Kent và Louise, Nữ công tước xứ Saxe Coburg.
Mẹ của ông là Mária Antónia Koháry xứ Csábrág và Szitnya, con gái và là nữ thừa kế duy nhất của Ferenc József, Thân vương Koháry de Csábrág et Szitnya. Khi cha của Antonia qua đời năm 1826, bà được thừa kế tài sản của ông ở Slovakia và Hungary. Công tử August là em trai của Quốc vương Fernando II của Bồ Đào Nha, cháu trai của Leopold I của Bỉ, và là em họ của Victoria của Anh, và chồng bà, Albrecht xứ Sachsen-Coburg và Gotha.
Tại Saint-Cloud vào ngày 20/04/1843, công tử August kết hôn với vương nữ Clémentine của Orléans, con gái của Louis-Philippe I của Pháp, và Maria Amalia của Napoli và Sicilia. Hai vợ chồng ông sau đó sống tại Palais Coburg ở Viên. Ông cũng sở hữu lâu đài Bürglaß ở Coburg. Khi mẹ ông qua đời vào năm 1862, ông được thừa kế quyền sở hữu khối tài sản to lớn của bà ở Hungary và trở thành một trong những chủ sở hữu đất lớn nhất trong cả nước. Ông là thành viên danh dự của Hiệp hội Địa chất Hungary.